# Chrysler Firepower
La Chrysler Firepower est un concept-car basé sur la Dodge Viper, présenté en 2005. Il prend également certains éléments de style de la Chrysler Crossfire. Le moteur de la Firepower est un 6.1L Hemi V8. Selon Chrysler, ce moteur produit 425 ch (313 kW) et peut propulser le véhicule de 0 à 100 km/h en 4,5 secondes. Les designers sont Brian Nielander (pour l'extérieur), ayant également travaillé sur le concept ME-412; et Greg Howell (pour l'intérieur).

## Plans de production
La Firepower Concept a été construite pour prouver que Chrysler pouvait en effet construire une voiture hybride en utilisant le matériel existant. Des signes, début 2006, indiquaient que la Firepower entrerait en production en utilisant le même matériel que le concept,, mais plus tard cette année-là, Chrysler a officiellement annoncé que la Firepower ne serait pas produite, car ils ne pouvaient pas trouver un moyen viable de le faire.

## Galerie

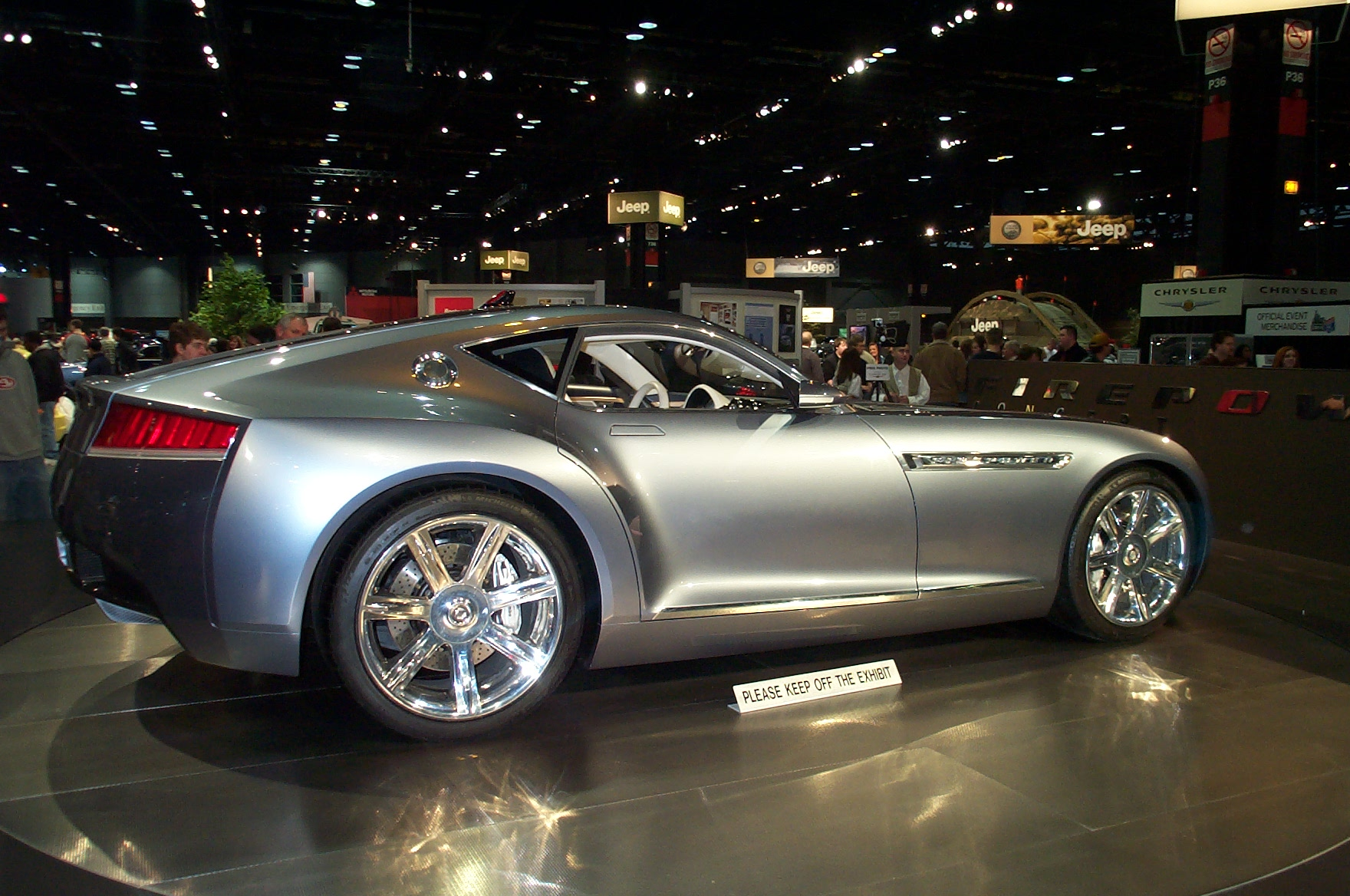
La Chrysler Firepower en 2005 au Chicago Auto Show.

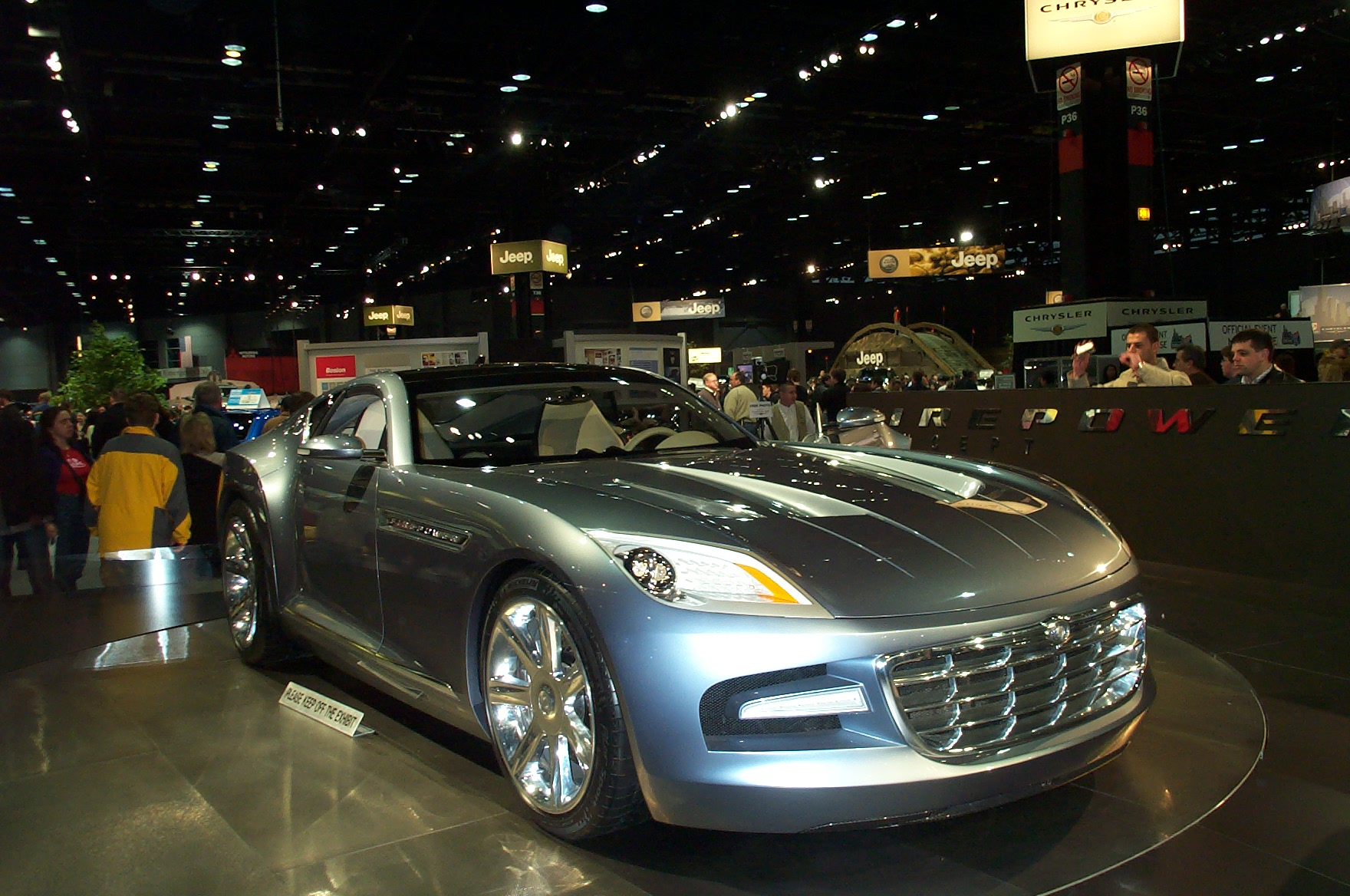
Vue de 3/4 face.